# Atheta piligera
Atheta piligera är en skalbaggsart som beskrevs av J. Sahlberg 1876. Atheta piligera ingår i släktet Atheta, och familjen kortvingar. Arten är reproducerande i Sverige.